# Ballonbeobachterabzeichen
Ballonbeobachterabzeichen (Nederlands: Insigne voor Waarnemers in Ballonnen) was een militaire onderscheiding van de Duitse Wehrmacht tijdens de Tweede Wereldoorlog. Het werd door het Oberkommando des Heeres (OKH) op 8 juli 1944 ingesteld.

## Uiterlijk
Het ovaal insigne is 41 millimeter hoog, en 58 millimeter breed. Het was van een fijn zink gemaakt. Het ontwerp bestond uit een hoge ovale krans van eikenloof, met in het midden een zeppelin achtige-kabelballon die diagonaal naar boven wijst met een Balkenkreuz het insgine van de Wehrmacht in het bovenste gedeelte.

## Toekenningsvoorwaarden[6][7][1][8]
Met de Verordnung über die Einführung des Ballonbeobachterabzeichens van 15 juli 1944 werden de toekenningsvoorwaarden gedefinieerd:
| 1e Klasse | Brons  | voor 20 punten |
| 2e Klasse | Zilber | voor 45 punten |
| 3e Klasse | Goud   | voor 75 punten |

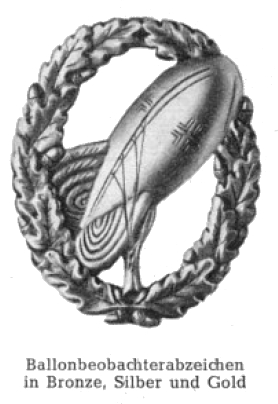
Ballonbeobachterabzeichen in de 57e versie.

Deze punten werden toegekend onder bepaalde voorwaarden, zoals foutloze verkenning van tactisch belangrijke doelen,
a) die van bijzonder belang zijn voor de leiding (opmars, grote concentraties, allerhande transportbewegingen) je doel 1 punt,
b) ze bestrijden met zware wapens (artillerie of Luftwaffe) geschiedde, je doel 1 punt.
Die toekenningsbevoegdheid lag bij de generaal der Artillerie en de Chef des Generalstabes des Heeres. Op 12 december 1944 werd de 1e Klasse voor het eerst verleend. Over een toekenning van de 2e Klasse en de 3e Klasse is niets bekend. Maar gezien de instelling van het insigne aan het einde van de oorlog, lijkt het onwaarschijnlijk dat er nog andere klasse zijn uitgereikt.

## Draagwijze
De onderscheiding werd als Steckkreuz op de linkerborstzak gedragen.

## Na de Tweede Wereldoorlog
Het ereteken is van een hakenkruis voorzien. Dat betekent dat het verzamelen, tentoonstellen en verhandelen van deze onderscheidingen in Duitsland aan strenge wettelijke regels is onderworpen. Op 26 juli 1957 vaardigde de Bondsrepubliek Duitsland een wet uit waarin het dragen van onderscheidingen met daarop hakenkruizen of de runen van de SS werd verboden.